# Sin: The Movie
Sin: The Movie es una película japonesa de acción y terror cyberpunk estrenada en formato OVA en el año 2000 por ADV Films, adaptada del juego del mismo título.

## Trama
SIN: The Movie es una película japonesa que se lanzó en el año 2000, basada en el videojuego homónimo. Pertenece al género de acción y terror, pero destaca especialmente por su enfoque en el estilo cyberpunk, un subgénero que fusiona elementos de ciencia ficción con la representación de un entorno distópico y futurista.
La trama de SIN se desarrolla en un futuro no muy lejano, donde la sociedad se ve sumida en el caos y la anarquía. La historia sigue a la protagonista, una agente de seguridad llamada Yoshino, quien se ve inmersa en una trama conspirativa mientras investiga una serie de eventos misteriosos que amenazan con desencadenar un cataclismo en la ciudad. A medida que avanza la trama, se revelan oscuros secretos y maquinaciones que sumergen a los espectadores en un mundo ciberpunk lleno de intriga y peligros.
Uno de los aspectos  destacados es su innovadora animación en vídeo original, que combina  la acción en 2D con elementos de animación tridimensional. Esta técnica brinda una experiencia visual única, aprovechando al máximo las posibilidades del medio para sumergir al espectador en el oscuro y futurista universo de la película.
La película logra capturar la esencia del juego en el que se basa, trasladando de manera efectiva la atmósfera cyberpunk y la narrativa envolvente a la pantalla grande. Los personajes, diseñados con cuidado, aportan profundidad a la trama, mientras que la animación contribuye a la creación de secuencias de acción intensas y emocionantes.
Aunque SIN: The Movie no alcanzó una prominencia masiva en comparación con otras producciones del género, ha ganado un estatus de culto entre los aficionados al anime y los seguidores del cyberpunk. Su capacidad para fusionar elementos de ciencia ficción, acción y terror, junto con su distintivo estilo visual, la convierte en una obra que sigue siendo apreciada por aquellos que buscan una experiencia cinematográfica única dentro del ámbito del anime y el cine cyberpunk.

## Elenco
Elenco
- Coronel Blade - Markham Anderson
- Jennifer Armack - Shelley Calene-Negro
- Jason Armack como Chris Patton
- Elexis Sinclaire - Sian Taylor
- Vincenzo Manchini - Andy McAvin
- Kait Palmer - LaTeace Towns-Cuellar
- Tim Perko - Vic Mignogna
- Elyse Stewart - Danielle Kimball
- Lorenzo Vitello - Ted Pfister
- Dr. Daniel Greenwall - David Parker
- Tina Vasant - Jocelyn Donegan
- Locutor de Skycity/Elyse mutante - Hilary Haag
- El padre de Blade - Robert Vellani
- Comandante de Hardcorps/Cop 3/Ejecutivo de SinTEK - Jason Douglas
- Policía 1/Despachador 1/Ejecutivo de SinTEK - John Swasey
- Policía 2/Despachador 2/Papá de Elyse - Lew Temple
- Cop 4/Ejecutivo/Reportero de SinTEK - Matt Kelley
- Despachador 2/Mamá de Elyse - Mansión Kelly
- Despachador 4/Alférez - Christopher Bourque
- Guardia/Médico - Randy Sparks
- Sacerdote - Mike Kleinhenz

## Realización
Sin: The Movie se lanzó en VHS y DVD en 2000 tanto en Japón como en Estados Unidos. El DVD de edición especial se lanzó en 2003 con más funciones adicionales. En 2009, la película se relanzó en DVD.